# ماتيلد ألانيك
ماتيلد ألانيك ( الاسم المستعار ميراندا ؛ 10 نوفمبر 1864 - 20 أكتوبر 1948) كانت كاتبة فرنسية للروايات العاطفية والقصص القصيرة. ظهرت أعمالها في الحوليات السياسية و أدبي و L'Eventail و Le متجر بيتوريسكوالعائلات و المجلة الوطنية المصورة و La Petite Illustration و Le Petit Journal و Le Petit Parisien و Revue de l'Anjou ومجلات أخرى. حصل آلانيتش على جائزة مونتيون، وجائزة جول فافر، وجائزة سوبرير أرنولد، وتمت ترقيته إلى رتبة فارس، ورتبة جوقة الشرف . توفيت في عام 1948.

## الحياة المبكرة والتعليم
ولدت في 10 نوفمبر 1864، في أنجيه ( ماين ولوار ). كان والدها، جوليان لويس ألانيك، رجل أعمال ورسام منازل بريتون من فوبورج بريسيني، في أنجيه. كانت والدتها ماتيلد لويز (فردان) ألانيك.
في عام 1903، حصلت على جائزة مونتيون من الأكاديمية الفرنسية في عملها ابنة عمي نيكول  وكذلك في عام 1929 عن عملها زواج العاهرة . في عام 1913، حصلت على جائزة جول فافر من الأكاديمية الفرنسية عن عملها Petite miette . في عام 1920، حصلت على جائزة سوبرير أرنولد التي تمنحها أيضًا الأكاديمية الفرنسية في Les ro ses refleurissent . في 3 فبراير 1929، تمت ترقيتها إلى رتبة فارس، وسام جوقة الشرف بناءً على توصية من وزير التعليم العام والفنون الجميلة، عن مسيرتهافيف الأدبية التي استمرت 35 عامًا.